# Anafilotoxina
Las anafilotoxinas o anafilatoxinas, también llamadas péptidos del complemento, son los fragmentos peptídicos C3a, C4a y C5a, que se producen como parte de la activación del sistema de complemento (que causa la lisis de bacterias invasoras). Los componentes del complemento C3, C4 y C5 son grandes glucoproteínas que tienen importantes funciones en la respuesta inmune y en la defensa del hospedador. Poseen una gran variedad de actividades biológicas y son activadas proteoliticamente por cortes en sitios específicos, formando fragmentos llamados a y b. Los fragmentos forman dominios estructurales característicos de aproximadamente 76 aminoácidos, codificados por un solo exón de genes de la proteína de complemento. Los componentes C3a, C4a y C5a son los que se denominan anafilotoxinas o anafilatoxinas. Causan la contracción del músculo liso, la liberación de histamina por parte de los mastocitos, y el aumento de la permeabilidad vascular. También median en la quimiotaxis, en la inflamación, y en la generación de radicales de oxígeno citotóxicos. Estas proteínas son muy hidrófilas, cuya estructura principalmente es hélice alfa con 3 puentes disulfuro.

## Funciones
Las anafilotoxinas pueden desencadenar la desgranulación (liberación de sustancias almacenadas en gránulos) de las células endoteliales, mastocitos o fagocitos, que producen respuestas inflamatorias locales. Si la desgranulación está muy extendida, puede causar un síndrome similar al choque anafiláctico de la reacciones alérgicas más fuertes.
Las anafilotoxinas median indirectamente en los siguientes fenómenos:
- Contracción de las células del músculo liso, originando, por ejemplo, broncoespasmos.
- Incremento de la permeabilidad de los capilares sanguíneos.
- Quimiotaxis. Movimiento mediado por receptor de los leucocitos en la dirección en que se incrementa la concentración de anafilotoxinas.

## Ejemplos
Anafilotoxinas importantes:
- C5a tiene una actividad biológica específica más alta y puede actuar directamente sobre los neutrófilos y monocitos para acelerar la fagocitosis del patógenos.
- C3a funciona con el C5a activando los mastocitos, reclutando anticuerpos, complementando las células fagocíticas e incrementando el fluido extracelular en los tejidos, todo lo cual contribuirá en la iniciación de la respuesta inmunitaria adaptativa.
- C4a es la anafilotoxina menos activa.

## Terminología
Existen algunas drogas (morfina, codeína, ACTH sintética) y algunos neurotransmisores (noradrenalina, substancia P) que son importantes mediadores de la desgranulación de los mastocitos y basófilos, estas sustancias no se denominan generalmente anafilotoxinas. El término se reserva normalmente a los fragmentos del sistema de complemento.

## Proteínas humanas que contienen este dominio
C3, C4A, C4B, C4B-1, C5, FBLN1, FBLN2